# Frente Negro

Bandera del Frente Negro.

El Frente Negro, llamado oficialmente Liga Combativa de Nacionalsocialistas Revolucionarios (en alemán: Kampfgemeinschaft Revolutionärer Nationalsozialisten), fue un movimiento formado por Otto Strasser después de su expulsión del Partido Nacionalsocialista Obrero Alemán en 1930. Strasser creía en una forma de nazismo más cercana supuestamente al marxismo que Adolf Hitler, a quien consideraba un traidor a la causa. En cambio los dirigentes del NSDAP acusaban a Strasser de trabajar como agente del judaísmo internacional y la masonería. El Frente Negro se componía de antiguos miembros del NSDAP que intentaban crear una división al interior del partido. Contaba con un periódico llamado La revolución alemana.
Este movimiento fue incapaz de oponerse de manera eficaz al NSDAP, y el ascenso al poder de Hitler sería el golpe final. El ala izquierda del Partido Nazi sería erradicada en 1934 durante la Noche de los Cuchillos Largos, en donde Gregor Strasser sería asesinado. Otto Strasser pasaría las décadas del 30' y del 40'  exiliado, primero en Checoslovaquia y luego en Estados Unidos y Canadá. 
El Frente Negro llegó a usar radios clandestinas para expandir su mensaje contra Hitler y el rumbo derechista -a su modo de ver- que estaba tomando el NSDAP. Finalmente, Hitler consiguió desarticular esta emisora clandestina.

## Historia
Desde que Otto Strasser se unió al NSDAP en 1925, se había opuesto repetidamente al programa de Adolf Hitler, especialmente en las áreas de política económica y política exterior. Mientras que el orden económico preferido de Hitler era el capitalismo corporativo y dirigido por el estado, Strasser prefería un nacionalsocialismo anticapitalista. En términos de política exterior, Hitler abogó por el alineamiento con Reino Unido, y Strasser abogó por una alianza antioccidental y socialista con la Unión Soviética.
En julio de 1930, descrito por Hitler como un intelectual judío y un marxista incapaz de la más mínima organización, Strasser abandonó el Partido Nazi junto con veinticinco seguidores, anunciando en un panfleto que “los socialistas abandonan el NSDAP”. Para este último, Adolf Hitler abusó y traicionó el aspecto anticapitalista y socialista original del partido. Al no haber contado con el apoyo de ningún líder nazi importante, e incluso desaprobada por su hermano Gregor, quién acusó de comunista a su propio hermano y apoyo su expulsión del partido, la escisión de Otto Strasser no tuvo la más mínima repercusión y quedó condenada a seguir siendo, según el historiador Ian Kershaw, una “pequeña secta de derechas”.
Otto Strasser publicó el 4 de julio de 1930 el llamamiento ¡Los socialistas abandonan el NSDAP!, en el que, entre otras cosas, pedía apoyo al movimiento anticolonial de Gandhi en la lucha por la independencia de la India y se quejaba de la “corporatización” del NSDAP. Sin embargo, el folleto tuvo sólo una ligera y tibia acogida, especialmente entre algunos líderes de mentalidad socialrevolucionaria de las Juventudes Hitlerianas. El hermano de Strasser, Gregor, permaneció en el NSDAP y se distanció públicamente del llamamiento de su hermano.
Cuando Otto Strasser abandonó el NSDAP en julio de 1930, fundó el grupo de oposición Kampfgemeinschaft revolutionärer Nationalsozialisten junto con Eugen Mossakowsky, Bruno Ernst Buchrucker y Herbert Blank. Este se fusionó, entre otros, con el Círculo Tat y los Wehrwolves para formar el Frente Negro.
En octubre de 1930 tuvo lugar en Berlín el primer Congreso del Frente Negro, en el que Strasser profesaba el antiimperialismo y la confraternización con la Unión Soviética. El periódico El Nacionalsocialista se convirtió en el órgano periodístico del grupo.
En la primavera de 1931, la organización, con poco personal, experimentó un impulso cuando, tras la revuelta de Stennes, unos cientos de personas de las SA de Berlín se unieron al Frente Negro.
El programa del Frente Negro estaba basado en un escrito de Strasser de 1929 titulado 14 tesis sobre la revolución alemana y el programa original del Partido Nazi. Esto fue adoptado por el NSKD en un congreso los días 25 y 26 de octubre de 1930. Los miembros del Frente Negro se consideraban a sí mismos como los verdaderos nacionalsocialistas. Muchos miembros Strasseristas serían arrestados y recluidos en campos de concentración tras la llegada de Hitler al poder en 1933.
El Frente Negro tenía una emisora de radio que cubría parte de Alemania. El partido publicó un periódico, titulado La Revolución Alemana y adoptó el símbolo del martillo y la espada cruzados, que todavía hoy utilizan varios pequeños grupos strasseristas y nacionalsocialistas de izquierda.
La organización no pudo oponerse eficazmente al NSDAP. El ala "socialista" del Partido Nazi que no estaba de acuerdo con el Frente Negro fue brutalmente eliminada en 1934 durante la Noche de los Cuchillos Largos, durante la cual fue asesinado Gregor Strasser, el hermano mayor de Otto. Otto Strasser vivió en el exilio durante los años del Tercer Reich, primero en Checoslovaquia y luego en Canadá.
El 8 de noviembre de 1939, en Múnich, una bomba explotó pocos minutos después de que Hitler abandonara el Bürgerbräukeller donde celebraba una reunión. La explosión mató a 8 personas e hirió a otras 60. Los nazis siempre estuvieron convencidos de que se trataba de un ataque organizado por el Frente Negro de Strasser, que se encontraba en Suiza en el momento del ataque.
Resulta que el ataque fue obra de un individuo aislado, el comunista Johann Georg Elser, miembro del ilegalizado Partido Comunista de Alemania. Según la reciente historiografía dedicada a él, su acción parece haber estado guiada por motivaciones políticas y filosóficas propias, sin la ayuda de ningún grupo clandestino de resistencia.